# نظام ميكانيكي

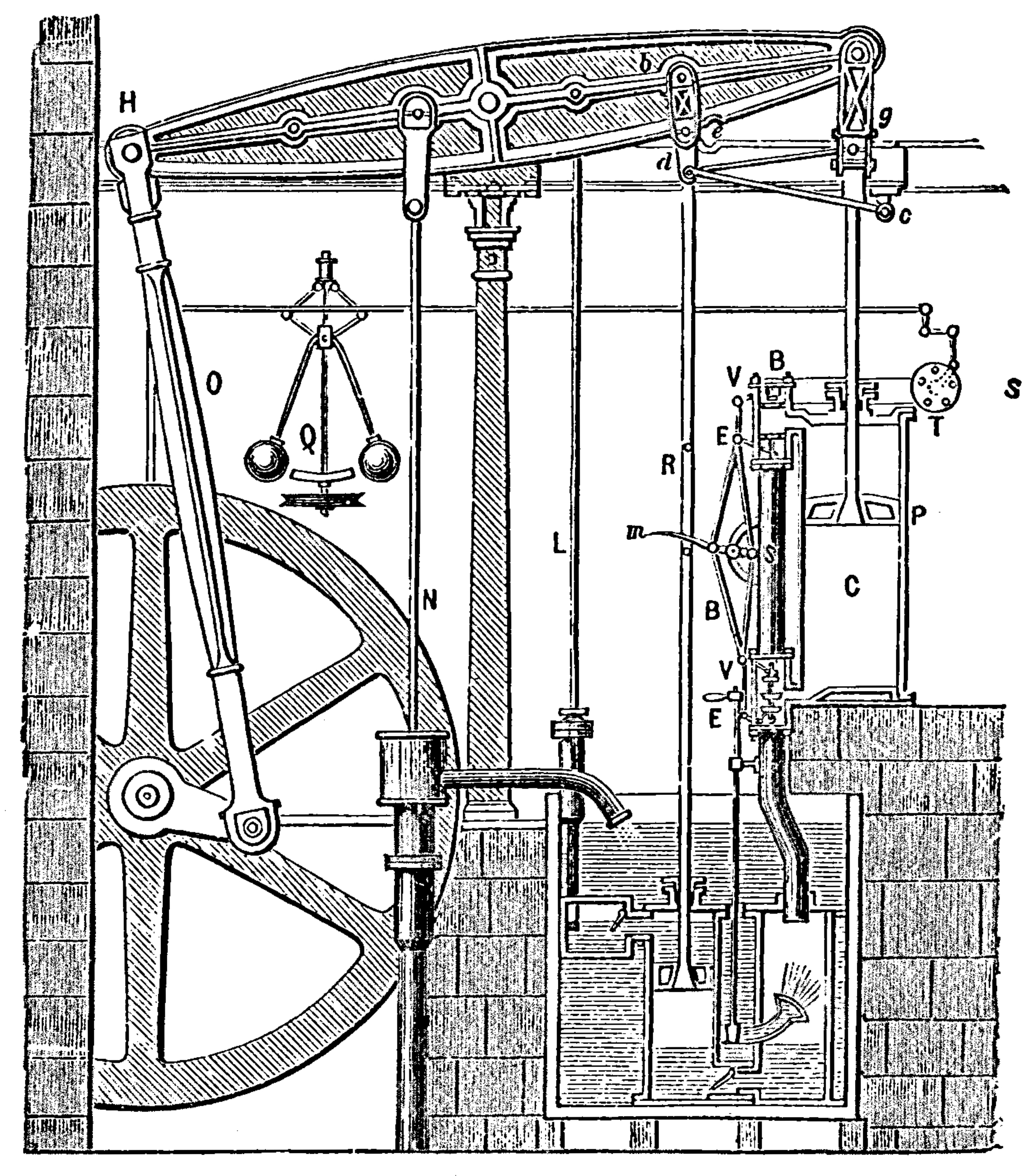
محرك بولتون و وات البخاري، 1784.

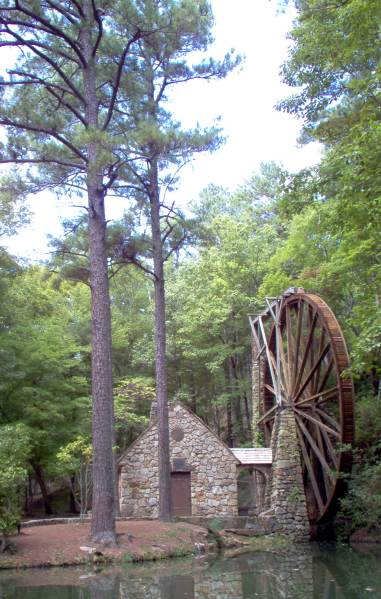
ساقية تدير مطحنة حبوب

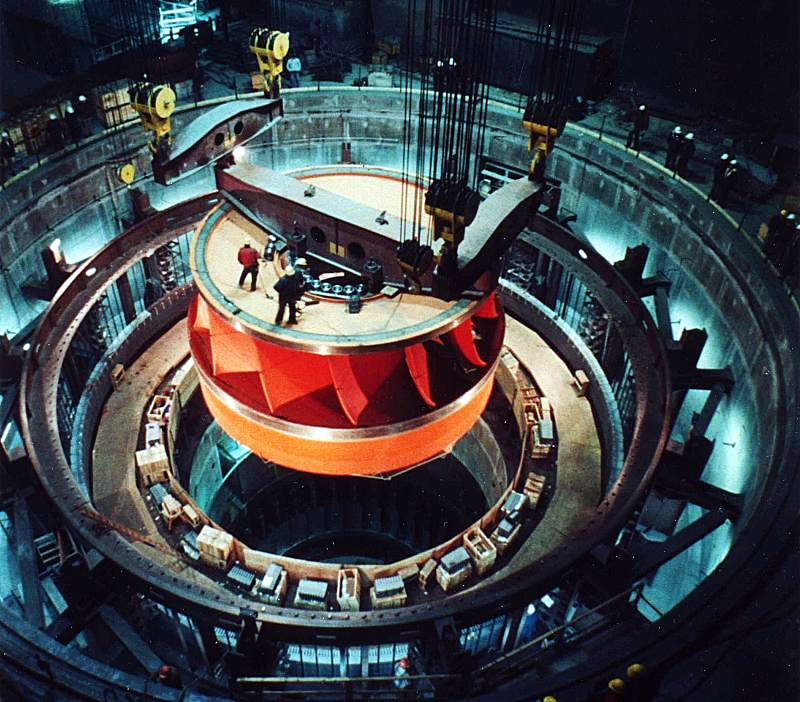
توربينة فرنسيس المائية

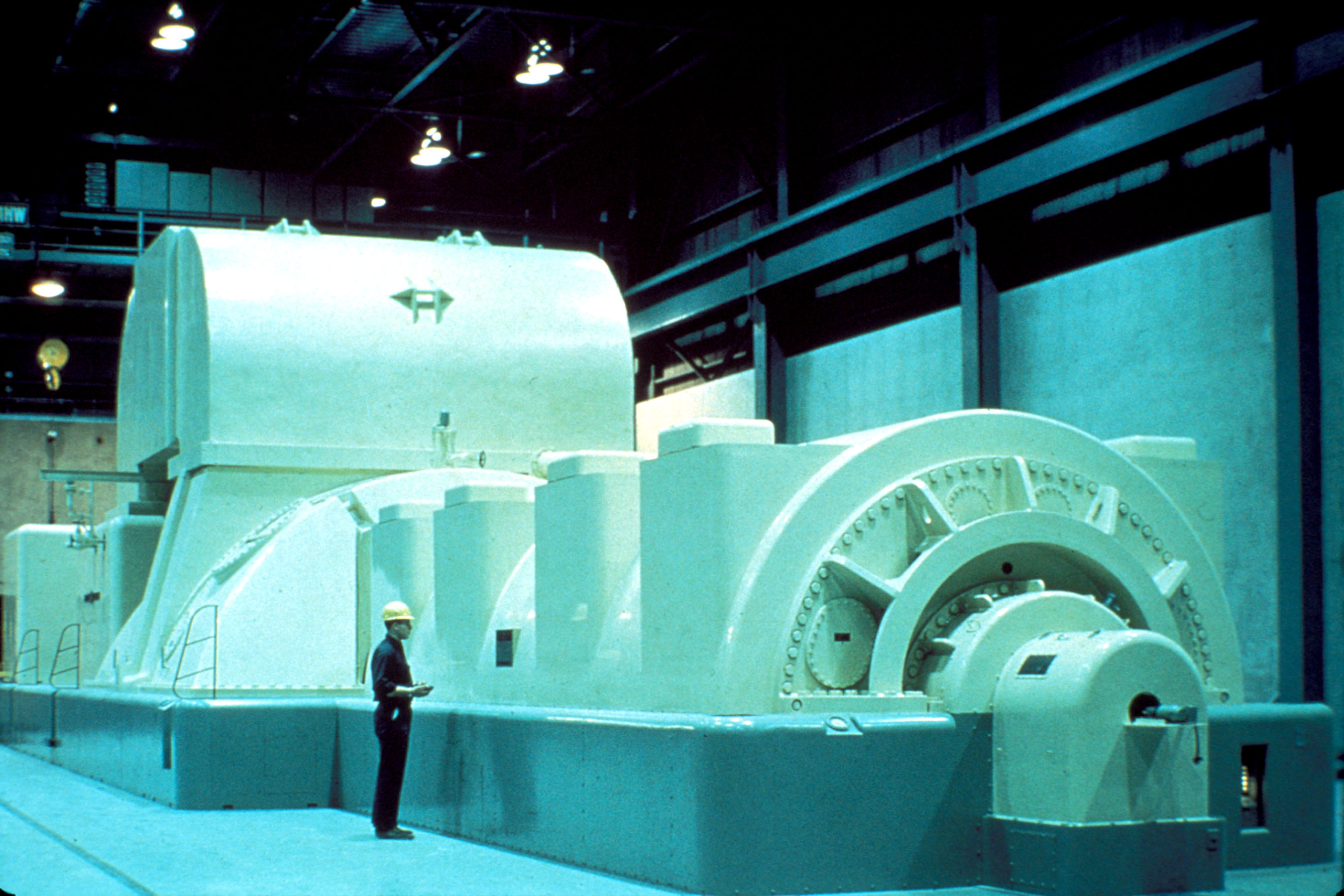
مولد كهربي حديث لتوربينة بخارية

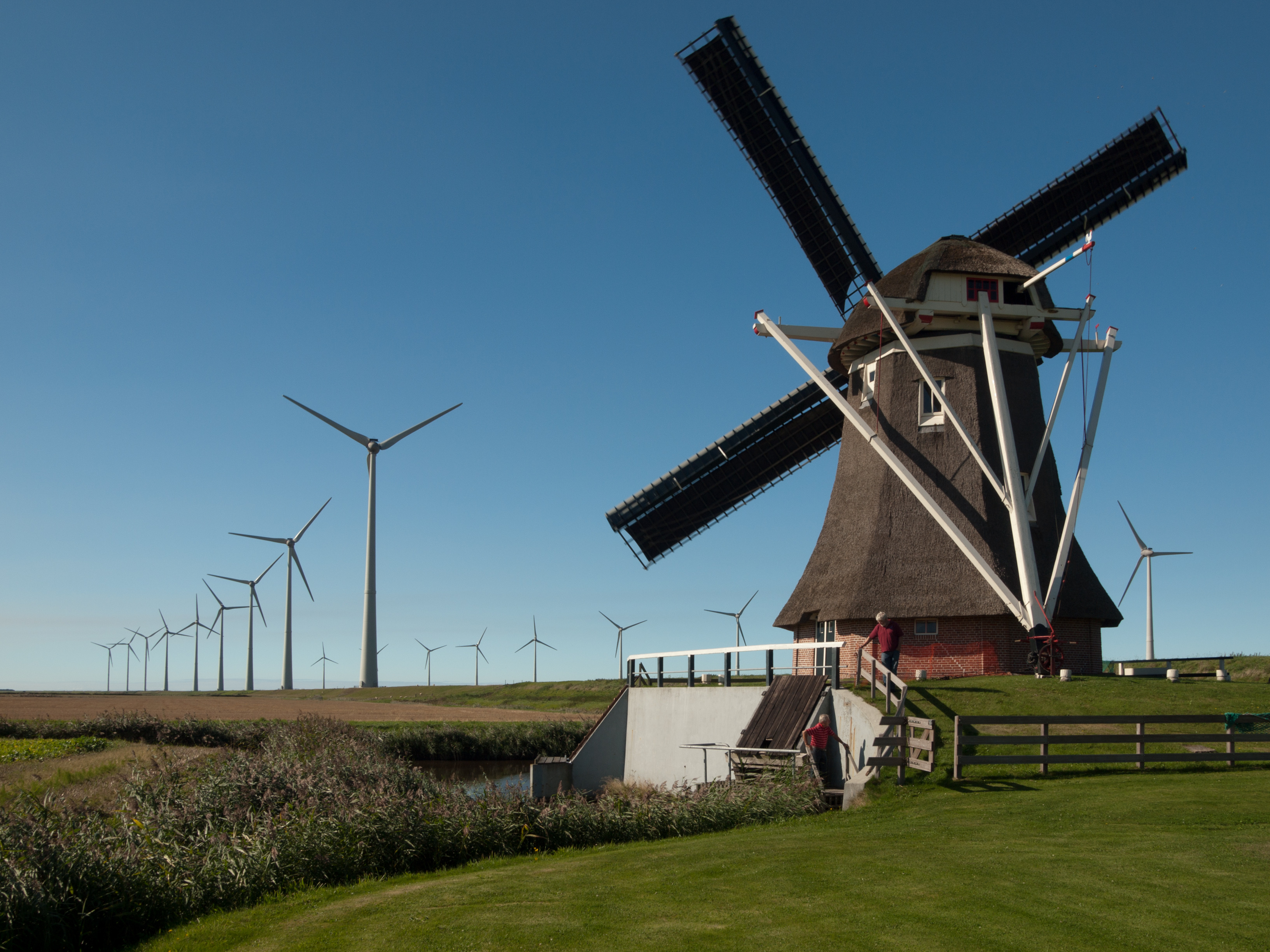
طاحونة هوائية مقابل توربينات الرياح

مرآه متحركه، مكونة من عدة وصلات تأخذ أشكال المعين والمقص

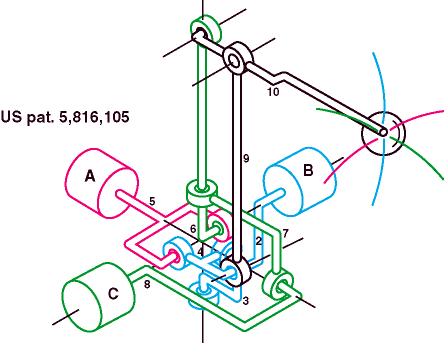
تطبيق خاص لألية ميكانيكية تحتوي على 3 درجات حرية (تتحرك في ثلاثة اتجاهات)

يتحكم النظام الميكانيكي بالقدرة على إتمام المهام التي تشمل قوى وحركة. اشتق لفظ ميكانيكي من الكلمة اللاتينية ماكينا (machina)، التي اشتقت بدورها من لفظ اليونانية الكلاسيكية: μαχανά (machana)، والإغريقية القديمة μηχανή  ((mechane ويعني هذا «اختراع، آلة، محرك»، واشتقت هذه الكلمة من 
 (μῆχος (mechos، وتعني «وسيلة أو إصلاح». 
يعرّف قاموس أكسفورد الإنجليزي، «الميكانيكية» على أنها مهارة في التطبيق العملي لفن أو علم، خاص بطبيعة الآلة أو الآلات، وترتبط بالحركة والقوى الفيزيائية أو تنتج عنها والخصائص التي يتم التعامل معها من قبل علم الميكانيكا.
يتشابه تعريف قاموس ميريم ويبستر مع التعريف السابق لصفة الميكانيكية، حيث يعرفها أنها مرتبطة بالآلات أو الأدوات.
يتكون النظام الميكانيكي من:
1. مصدر للطاقة ومشغلات ميكانيكية تولد قوى وحركة.
2. نظام أليات يحدد شكل الدخل إلى المشغل الميكانيكي، للحصول على خرج لتطبيق معين من القوى والحركة.
3. نظام تحكم مزود بمجسات ليقارن خرج النظام بالأداء المرغوب به، ثم يعدل إشارة الدخل للمشغل الميكانيكي بناء  على ذلك.

يمكن رؤية ذلك في محرك وات البخاري، حيث تنتج القدرة عن طريق  تمدد البخار ليدفع المكبس ثم تحول ذراع التوصيل والكامة الحركة الخطيةللمكبس إلى حركة دورانية لطارة تقود منظم الكرة الطائرة لتتحكم في صمام دخول البخار إلى إسطوانة المكبس.
يساعدنا فهم كيفية انتقال الطاقة خلال نظام ميكانيكي على فهم أداء الأجهزة المختلفة بداية من الرافعات وسلاسل التروس إلى السيارات والأنظمة الألية.

## أجهزة التحكم

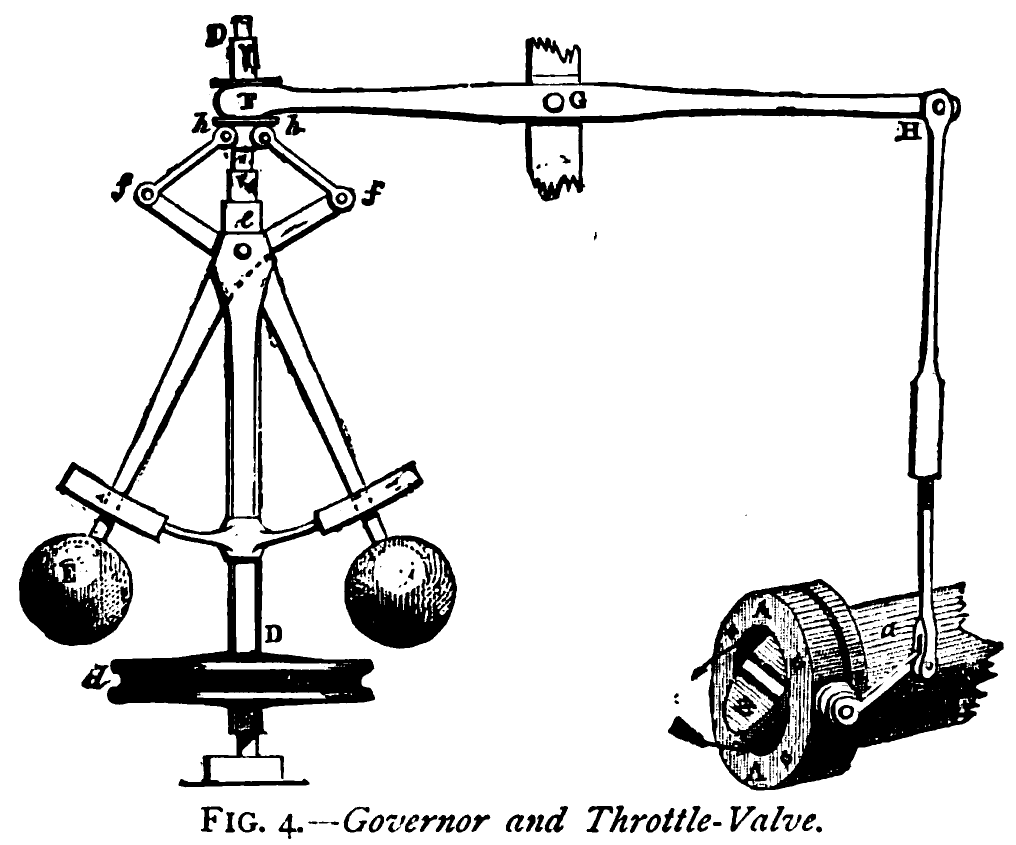
منظم الكرة الطائرة المتحكم في صمام البخار للمحرك البخاري